# Glossotrophia
Glossotrophia là một chi bướm đêm thuộc họ Geometridae.

## Các loài
- Glossotrophia adenensis
- Glossotrophia aetnaea
- Glossotrophia africana
- Glossotrophia alba
- Glossotrophia albomarginata
- Glossotrophia alfierii
- Glossotrophia anastomosaria
- Glossotrophia annae
- Glossotrophia arenacea
- Glossotrophia asellaria
- Glossotrophia asiatica
- Glossotrophia benigna
- Glossotrophia bronellii
- Glossotrophia buraimana
- Glossotrophia capriata
- Glossotrophia chalcographata
- Glossotrophia commutata
- Glossotrophia confinaria
- Glossotrophia corrivularia
- Glossotrophia dannehli
- Glossotrophia demarginata
- Glossotrophia dentatolineata
- Glossotrophia desertata
- Glossotrophia diffinaria
- Glossotrophia disparata
- Glossotrophia eurata
- Glossotrophia extenuata
- Glossotrophia falsaria
- Glossotrophia fucata
- Glossotrophia ghirshmani
- Glossotrophia gracilis
- Glossotrophia insularis
- Glossotrophia isabellaria
- Glossotrophia jacta
- Glossotrophia montana
- Glossotrophia moralesi
- Glossotrophia natalensis
- Glossotrophia ochrearia
- Glossotrophia origalis
- Glossotrophia perfalsaria
- Glossotrophia perrufa
- Glossotrophia philipparia
- Glossotrophia romanaria
- Glossotrophia romanarioides
- Glossotrophia rufomixtaria
- Glossotrophia rufotinctata
- Glossotrophia sacraria
- Glossotrophia semitata
- Glossotrophia similata
- Glossotrophia sinaica
- Glossotrophia somaliata
- Glossotrophia tangii
- Glossotrophia taurica
- Glossotrophia terminata
- Glossotrophia tripolitana
- Glossotrophia uberaria
- Glossotrophia uvarovi
- Glossotrophia zahmi